# Hongqi (tidsskrift)
 Denne artikel omhandler et tidsskrift. Opslagsordet har også en anden betydning, se Hongqi.
Hongqi (kinesisk: 红旗; pinyin:  Hóngqí, Røde Fane) var et kinesisk kommunistisk tidsskrift. Det udkom fra juni 1958 til maj 1988 og var det politiske organ for Centralkomiteen for det kinesiske kommunistparti, og havde en markant maoistisk profil, både før men ikke mindst under Kulturrevolutionen.
Det ophørte i 1988 efter anvisning fra Kinas daværende leder Deng Xiaoping, og blev afløst af Qiushi.